# Kazuyasu Minobe
Pour les articles homonymes, voir Minobe.
Kazuyasu Minobe (見延 和靖, Minobe Kazuyasu), né le 15 juillet 1987 à Echizen, est un escrimeur japonais. Son arme de prédilection est l'épée.
Il est l'une des figures principales d'une génération dorée d'épéistes japonais, aux côtés de Satoru Uyama, Masaru Yamada et Koki Kanō, dont le succès collectif aux Jeux olympiques de Tokyo, en 2021, a été le point d'orgue. Minobe est le premier asiatique à avoir inscrit son nom au palmarès de la Coupe du monde d'escrime à l'épée.

## Carrière
Minobe remporte plusieurs médailles avec l'équipe du Japon : deux de bronze lors des championnats d'Asie d'escrime (2012 et 2014), auxquelles s'ajoutent une médaille de bronze lors des Jeux asiatiques (2010) et une d'argent (2014).
Minobe réussit ses meilleures performances en individuel entre la saison 2014-2015 et 2015-2016, au cours de la période de qualification olympique pour les Jeux de Rio 2016. Il remporte le bronze en individuel aux championnats d'Asie 2015 et crée la surprise en remportant le Glaive de Tallinn, étape de Coupe du monde, en battant notamment le no 1 mondial Gauthier Grumier. Ses résultats le font grimper au huitième rang du classement mondial, lui assurant une qualification pour les Jeux olympiques de Rio. Il y gagne deux assauts avant de rencontrer à nouveau Grumier en quarts de finale, qui prend sa revanche (15-8). Minobe se classe sixième de ces Jeux.
Durant le cycle olympique suivant, Minobe cimente d'abord un peu plus son statut de meneur de l'équipe japonaise d'épée. Durant la saison 2016-2017, il dispute une nouvelle finale, au Grand Prix de Budapest, perdue contre le Coréen Jung Jin-sun. Il renoue avec la victoire l'année suivante (2017-2018) en remportant la Coupe d'Heidenheim contre Bohdan Nikishyn puis, en 2018-2019, s'impose comme le meilleur épéiste de la saison : il gagne l'épreuve inaugurale, le Grand prix de Berne face à Bas Verwijlen, puis le Grand Prix de Budapest contre Andrea Santarelli et enfin le Grand Prix de Cali devant Radosław Zawrotniak, un bilan qui lui assure la victoire au classement général de la coupe du monde, la première pour un épéiste du continent asiatique et seulement la seconde pour un épéiste non-européen depuis la création de la coupe du monde d'épée, en 1968. Ce triomphe est cependant quelque peu terni par des résultats décevants aux championnats du monde : 35e en 2017 (défaite 11-15 au premier tour contre Jean-Michel Lucenay), 39e en 2018 (défaite 3-4 au premier tour contre Yuval Freilich) et 17e en 2019 (défaite 13-15 contre son compatriote Satoru Uyama au deuxième tour).
Mais sa suprématie sur l'épée japonaise est graduellement contestée. Émergent de jeunes talents tels que Masaru Yamada et Koki Kanō, très compétitifs en coupe du monde. Le report d'un an des Jeux olympiques d'été de 2020 leur profite, et Yamada devient le premier Japonais au classement mondial. Malgré un impressionnant collectif (les quatre japonais figurent tous au top 20 du classement mondial en 2021), le Japon ne parvient pas à réaliser son potentiel dans les épreuves par équipes du circuit mondial. Devancé par la Corée du Sud et la Chine, le Japon ne qualifie directement pour les Jeux olympiques que son meilleur élément, Yamada. Cependant, le privilège du pays hôte permet de repêcher huit escrimeurs au total : Kanō et Minobe en font partie, ce qui permet au Japon d'aligner ces trois escrimeurs en individuel et de défendre leur chance dans l'épreuve par équipes. Durant ces Jeux à domicile, Minobe ne se met guère en évidence. Après une courte victoire contre le jeune Tchèque Jakub Jurka au premier tour de l'épreuve individuelle (15-14), il est éliminé sans gloire contre le champion olympique en titre Park Sang-young (6-15) au second.
Dans l'épreuve par équipes, le Japon, pourtant classé huitième des neuf équipes en lice, concrétise son potentiel en remportant la médaille d'or au terme d'un parcours de rêve. A titre personnel, celui de Minobe tourne court : décevant durant ses deux premiers assauts du tour préliminaire contre les États-Unis (défaites contre Yeisser Ramirez et Curtis McDowald), il est remplacé par Uyama, qui permet à son équipe d'inverser la tendance. Le règlement olympique ne permettant qu'un seul changement sur toute la durée de la compétition, c'est en tant que spectateur privilégié que Minobe assiste au triomphe de ses coéquipiers. Sa participation à la compétition lui vaut de recevoir une médaille au même titre que le reste de son équipe.

## Palmarès
- Jeux olympiques
  -  Médaille d'or par équipes aux Jeux olympiques de 2020 à Tokyo

- Championnats du monde
  -  Médaille d'argent aux championnats du monde 2022 au Caire
  -  Médaille de bronze par équipes aux championnats du monde 2022 au Caire

- Championnats d'Asie
  -  Médaille d'or par équipes aux championnats d'Asie 2016 à Wuxi
  -  Médaille de bronze par équipes aux championnats d'Asie 2019 à Tokyo
  -  Médaille de bronze par équipes aux championnats d'Asie 2017 à Hong Kong
  -  Médaille de bronze aux championnats d'Asie 2016 à Wuxi
  -  Médaille de bronze aux championnats d'Asie 2015 à Singapour
  -  Médaille de bronze par équipes aux championnats d'Asie 2015 à Singapour
  -  Médaille de bronze par équipes aux championnats d'Asie 2014 à Suwon
  -  Médaille de bronze par équipes aux championnats d'Asie 2012 à Wakayama

## Classement en fin de saison
| Année | 2008 | 2009 | 2010 | 2011 | 2012 | 2013 | 2014 | 2015 | 2016 | 2017 | 2018 | 2019 | 2020 |
| ----- | ---- | ---- | ---- | ---- | ---- | ---- | ---- | ---- | ---- | ---- | ---- | ---- | ---- |
| Rang  | 275  | 252  | 73   | 59   | 122  | 61   | 25   | 18   | 7    | 16   | 14   | 1    | 9    |